# Theoretical and Experimental Chemistry
Theoretical and Experimental Chemistry (укр. Теоретична та експериментальна хімія, скорочено Theor. Exp. Chem.) — рецензований науковий журнал, який публікує дослідження з фізичної хімії. Журнал заснували 1965 року Академія наук УРСР та Інститут фізичної хімії ім. Л.В. Писаржевського. 
Журнал публікує статті з широкого кола напрямків фізичної хімії, серед яких фізико-хімічні основи, принципи та шляхи створення нових процесів, речовин та матеріалів; фізико-хімічні засади управління хімічними процесами, вплив зовнішніх фізичних впливів на хімічні реакції; нанохімія, наноструктури та наноматеріали, функціональні наноматеріали, розмірно-залежні властивості матеріалів. 
Журнал «Теоретична та експериментальна хімія» з 1965 року у повному об’ємі перекладають і видають англійською мовою та розповсюджують за кордоном під назвою «Theoretical and Experimental Chemistry»: спочатку видавництво «The Faraday Press», потім «Plenum Publishing Corporation», «Kluwer Academic Publishers»,  останнім часом − Springer Science+Business Media. Станом на 2022 рік журнал «Теоретична та експериментальна хімія» має найвищий імпакт-фактор серед усіх наукових видань України — 1,341.

## Індексування і реферування
Журнал «Теоретична та експериментальна хімія» включений до реферативних видань: 
- Chemistry Citation Index,
- Current Abstracts,
- Journal Citation Reports/Science Edition,
- Science Citation Index Expanded (SciSearch),

Реферується та індексується: 
- Academic OneFile,
- Academic Search,
- Chemical Abstracts Service (CAS),
- ChemWeb,
- EBSCO,
- Gale,
- Google Scholar,
- INIS Atomindex,
- OCLC,
- SCOPUS,
- Summon by Serial Solutions,
- ВИНИТИ.